# Pátá vláda Kazimierze Bartela
Pátá vláda Kazimierze Bartela byla vládou Druhé Polské republiky pod vedením premiéra Kazimierze Bartela. Kabinet byl jmenován prezidentem Ignacym Mościckým 29. prosince 1929 po demisi předchozí Świtalského vlády. Premiér podal demisi vlády 17. března 1929 poté, co v Sejmu Národní strana a strany Centrolewu navrhly vyslovení nedůvěry ministru práce a sociální péče Aleksanderu Prystorovi.
Bartel se popáté ujal úřadu premiéra s pochybnostmi, zejména kvůli svému zdravotnímu stavu (měl nemocné ledviny). Byl také unavený neustálými spory se Sejmem. Bartel během svého působení deklaroval ochotu spolupracovat se Sejmem a zpočátku se mu to i dařilo - vládě se podařilo prosadit rozpočet. Později se ale vztahy znovu zhoršily kvůli návrhu na vyslovení nedůvěry ministru Prystorovi, který iniciovala zejména Polská socialistická strana. Premiér kvůli tomu kritizoval parlamentarismus, že není schopen řešit úkoly, jež na něj klade moderní stát, a poslance za to, že se nechávají ovládat stranickým vedením. Bartel uznal, že nedůvěra v jednoho člena vlády znamená nedůvěru celé vládě a podal demisi.

## Složení vlády
| Portfej                                    | Ministr / člen vlády           | Strana    | Nástup do úřadu   | Odchod z úřadu  |
| ------------------------------------------ | ------------------------------ | --------- | ----------------- | --------------- |
| Předseda vlády                             | Kazimierz Bartel               | BBWR      | 29. prosince 1929 | 17. března 1930 |
| Ministr vnitra                             | Henryk Józewski                | nestraník | 29. prosince 1929 | 17. března 1930 |
| Ministr zahraničí                          | August Zaleski                 | nestraník | 29. prosince 1929 | 17. března 1930 |
| Ministr vojenství                          | Józef Piłsudski                | nestraník | 29. prosince 1929 | 17. března 1930 |
| Ministr spravedlnosti                      | Feliks Dutkiewicz              | nestraník | 29. prosince 1929 | 17. března 1930 |
| Ministr náboženství a veřejného vzdělávání | Sławomir Czerwiński            | BBWR      | 29. prosince 1929 | 17. března 1930 |
| Ministr pokladu                            | Ignacy Matuszewski (úřadující) | BBWR      | 29. prosince 1929 | 17. března 1930 |
| Ministr průmyslu a obchodu                 | Eugeniusz Kwiatkowski          | nestraník | 29. prosince 1929 | 17. března 1930 |
| Ministr zemědělství                        | Wiktor Leśniewski (úřadující)  | nestraník | 29. prosince 1929 | 16. ledna 1930  |
| Ministr zemědělství                        | Leon Janta Połczyński          | BBWR      | 16. ledna 1930    | 17. března 1930 |
| Ministr zemědělských reforem               | Witold Staniewicz              | BBWR      | 29. prosince 1929 | 17. března 1930 |
| Ministr veřejných prací                    | Maksymilian Matakiewicz        | nestraník | 29. prosince 1929 | 17. března 1930 |
| Ministr práce a sociální péče              | Aleksander Prystor             | BBWR      | 29. prosince 1929 | 17. března 1930 |
| Ministr komunikací                         | Alfons Kühn                    | BBWR      | 29. prosince 1929 | 17. března 1930 |
| Ministr pošt a telegrafů                   | Ignacy Boerner                 | nestraník | 29. prosince 1929 | 17. března 1930 |